# Qu'est-ce que la métaphysique ?
Qu'est-ce que la métaphysique ? est un ouvrage philosophique de Martin Heidegger publié en 1929.